# Distoleon languidus
Distoleon languidus is een insect uit de familie van de mierenleeuwen (Myrmeleontidae), die tot de orde netvleugeligen (Neuroptera) behoort. 
Distoleon languidus is voor het eerst wetenschappelijk beschreven door Navás in 1931.